# مومورو شيبويا
مومورو شيبويا (باليابانية: 渋谷桃子؛ بالكانا: しぶや ももこ) هي عارضة وممثلة يابانية، ولدت في 15 مارس 1987 في كاناغاوا في اليابان.

## وصلات خارجية
- مومورو شيبويا على موقع IMDb (الإنجليزية)
- مومورو شيبويا على موقع ميوزك برينز (الإنجليزية)
- مومورو شيبويا على موقع قاعدة بيانات الفيلم (الإنجليزية)